# 王懋 (嘉靖舉人)
王懋（15世紀—1597年），字德孺，號守原，南直隸太平府蕪湖縣人，明朝政治人物。

## 生平
王懋為人穎敏精練，精通庶務，諸生時已經發奮以天下為己任，嘉靖四十三年（1564年）中舉人，萬曆十一年（1583年）揀選第一，授湖州通判有異政，曾平定武康民變，平均地方賦役，有民謠「三月化行，萬民瞻仰」稱頌他，不久被中傷降調陳州知州裁革裁當地捕盜卻金，又獎勵士子鼓勵後進，荒年發米賑災並設置醫藥，考績治行第一。
萬曆十九年（1590年），王懋陞任彰德同知，代理衛輝府事，因父母去世回鄉，後起復補任衛輝同知，以卓異內轉刑部員外郎到北直隸處理刑事案件，上刑書十多件事，救活四百多人，二十五年（1597年）在任內去世，大學士焦竑、尚寶司卿潘士藻為他舉喪，遺物只發現遺書數帙、布袍一襲，配祀陽明書院，陳州立祠祭祀他。

## 引用
1. 1 2  民國《蕪湖縣志·卷十二·人物志》：王懋，字德孺，號守原，九歲能屬文，弱冠中嘉靖甲子舉人，萬厯癸未簡選第一，授浙江湖州府通判，遷陳州知州，陞彰德同知，攝衛輝府事，丁艱起復補衛輝同知，卓異轉刑部員外郎，恤刑北直隸，卒於官。懋為人穎敏而精練，通達庶務，為諸生時即以天下為己任，及涖官效績彰著，初定武康民變，均徭薄賦，有「三月化行，萬民瞻仰」之頌，裁陳州支應捕盜卻金，辦藩封事治行俱第一，以刑官奉差上刑書十餘事，全活者四百餘人，卒之日大學士焦竑、尚寶卿潘士藻為之含殮，發其笥遺書數帙，布袍一襲而已，公舉配陽明書院，陳州立祠祀之。
2. ↑  乾隆《（安徽）太平府志·卷二十五·人物志》：王懋，字德孺，號守原，九歲能文，登嘉靖賢書，授湖州府同知，調彰德，攝衛輝府事，丁艱起補衛輝同知，以卓異陞刑部員外恤刑北直，卒於官。懋為人敏捷精鍊、通達庶務，為諸生時便以天下為己任，初定武康民變，均徭薄賦，有「三月化行，萬民瞻仰」之頌，裁革陳州富民支應捕盜金，治行俱為第一，奉恤差上刑書十餘事，一時全活者四百餘人，卒之日太史焦竑、尚寶卿潘士藻為之含殮，發其笥遺書數帙、布袍一襲而已，公舉配陽明書院，陳州立祠祀之。
3. ↑  乾隆《陳州府志·卷十四·名宦》：王懋，字德孺，世家蕪湖，甲子舉應天鄉試，屢上春官不第，以銓試第一授湖州郡丞有異政，尋為郡人居間不獲者所中，謫知陳州，治先德化，奬進文學，示士子嚮往，士林翕然以為得師；歲祲斗米千錢，為發廪作糜，大疫為設醫藥，所全活甚眾，巨豪某持吏短長所不快，立中以禍，懋寘於法，庚寅遷彰德丞，丁內艱再起補衛輝丞，晉副比部郎，尋慮囚北平，所平反活人四百有奇，丁酉卒於京。